# École Chanteclair-Debussy
L’ancienne Volksschule, actuelle école Chanteclair-Debussy, est située 29-31 boulevard Paixhans à Metz. Construite de 1904 à 1907 par l’architecte de la ville de Metz Conrad Wahn, elle a été inscrite monument historique par arrêté du 15 mai 2012.

## Contexte historique
Pendant l’annexion, Metz se transforme sous l’action des autorités allemandes qui décident de faire de son urbanisme une vitrine de l’empire wilhelmien. L’éclectisme architectural se traduit par l’apparition de nombreux édifices de style néoroman, tels la poste centrale, le temple Neuf ou une nouvelle gare ferroviaire ; de style néogothique tels le portail de la cathédrale et le temple de Garnison, ou encore de style néorenaissance tel le palais du Gouverneur. La Volksschule illustre cette politique de germanisation par l’architecture déployée par Guillaume II pour asseoir son emprise sur la ville.

## Construction et aménagements
La décision de construire une Volksschule, une école primaire, sur un terrain de 4 700 m2 pris sur les remparts de la rue Paixhans, est prise en 1904. Les travaux sont dirigés par l’architecte de la ville de Metz Conrad Wahn. Il opte pour un style néo-Renaissance rhénane. L’édifice mesure 100 m de long et comprend deux logements de fonction, une école de filles au nord et école de garçons au sud, ainsi que des locaux de service et une salle de gymnastique au centre. Cette dernière, placée rationnellement entre les deux écoles, est éclairée par une grande baie double et possède un plafond voûté en lambris de bois peint. L’école est inaugurée en 1907. L’édifice utilise des techniques de construction d’avant garde, comme le béton armé, et dispose de sanitaires, de l’électricité et du chauffage central. L’aménagement intérieur est rationnel et adapté à l’usage des locaux. L’édifice possède en outre des douches municipales, qui seront mises en service en 1908.
L’édifice utilitaire reprend les codes en usage dans l’architecture civile de l’époque, en laissant place à des sculptures purement ornementales. La cage d’escalier est ainsi décorée de bas-reliefs présentant, dans un style contemporain pour l’époque, des écoliers en train d’étudier. L’édifice, construit en pierre de Jaumont, est de style néo-renaissance rhénane. Ses combles élevés à frontons en pierre, sa loggia et sa tourelle d’escalier en façade, évoquent les palais rhénans de la renaissance. 

## Affectations successives
L’école est reprise par les français en 1919. L'édifice, toujours destiné à l’enseignement, reçoit aujourd’hui les écoles maternelle Chanteclair et élémentaire Claude-Debussy. L’édifice a reçu le label Patrimoine du XXe siècle en 2000.

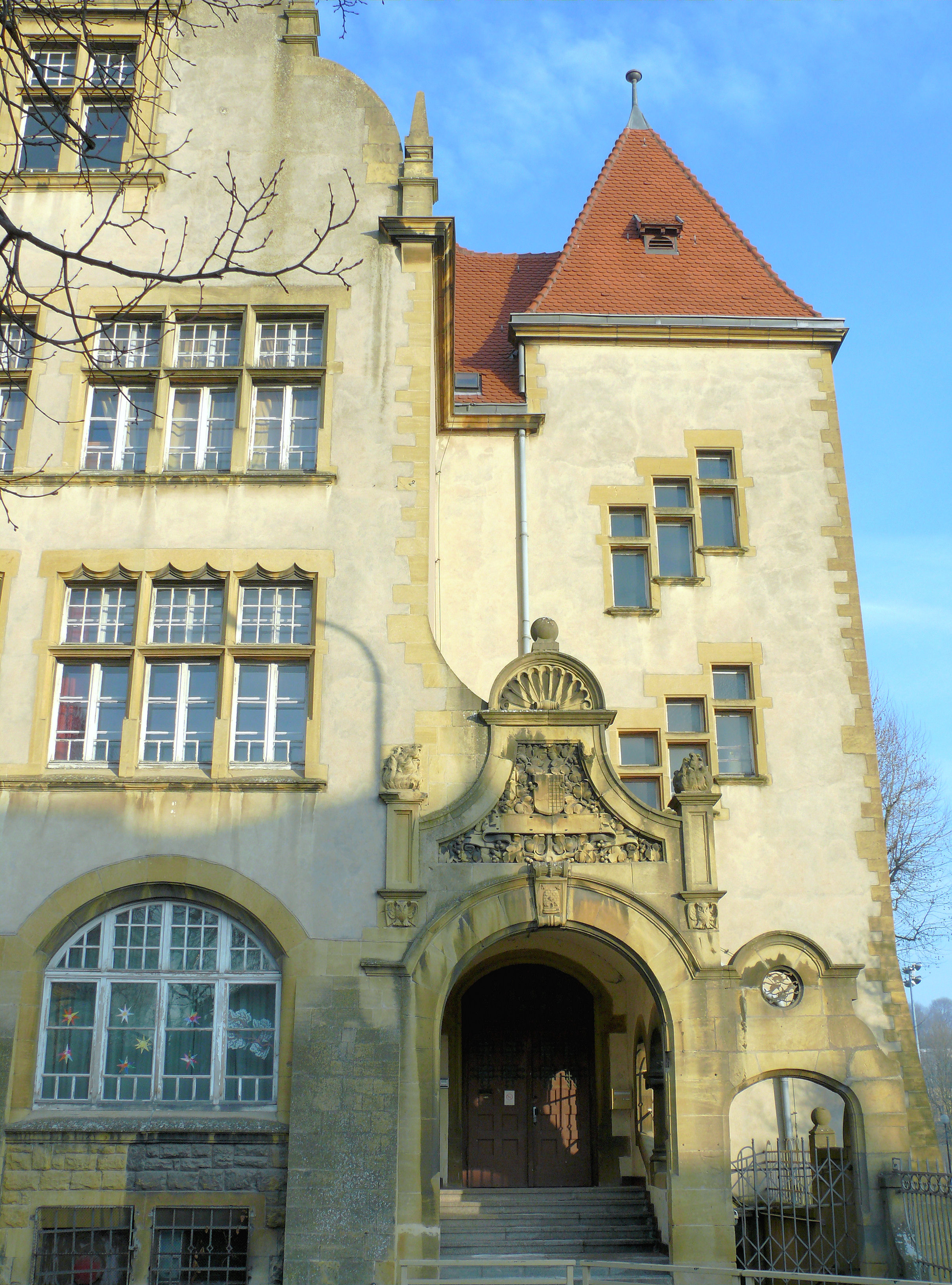
Entrée de l’école Paixhans
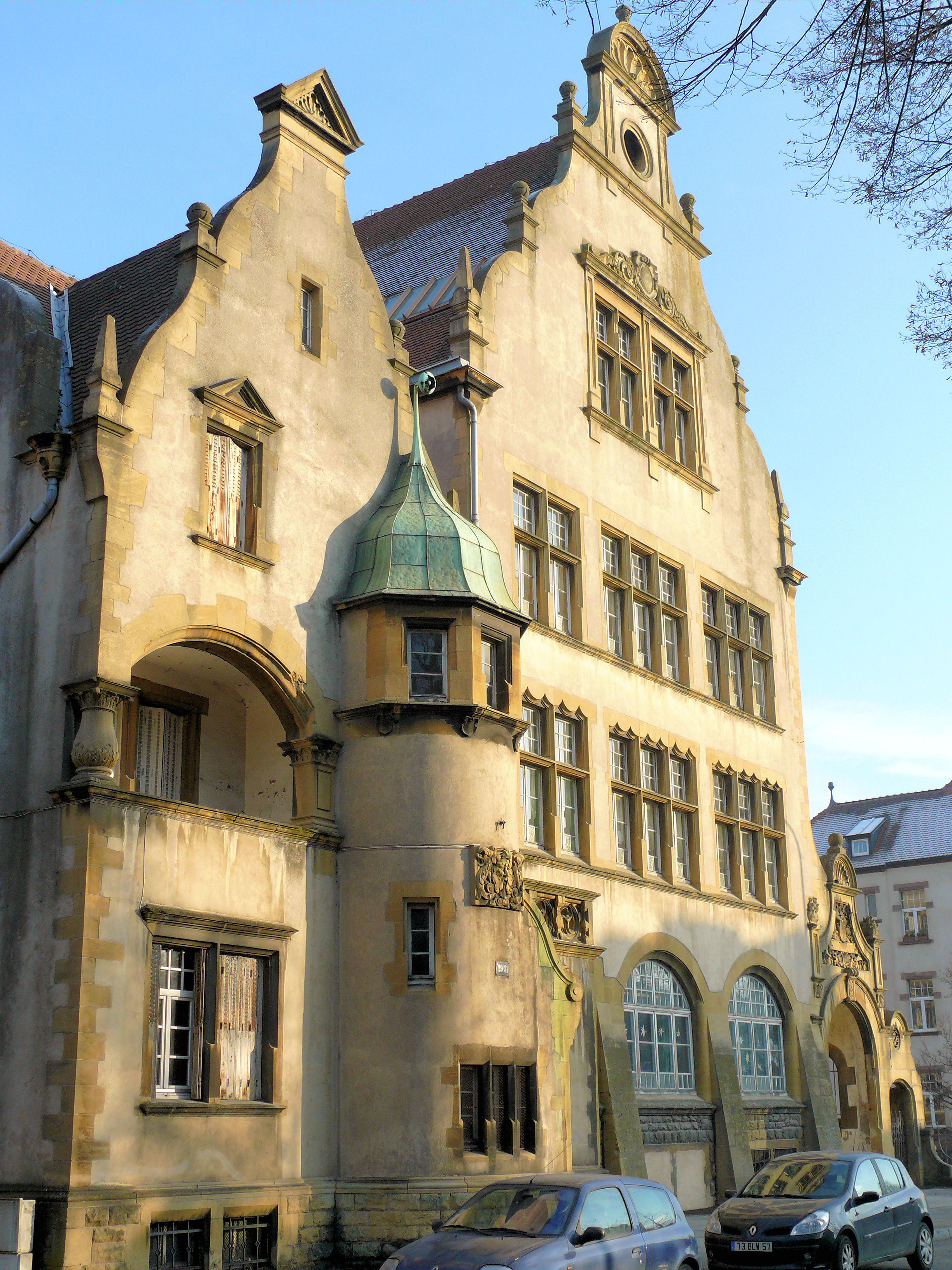
Détail de l’entrée
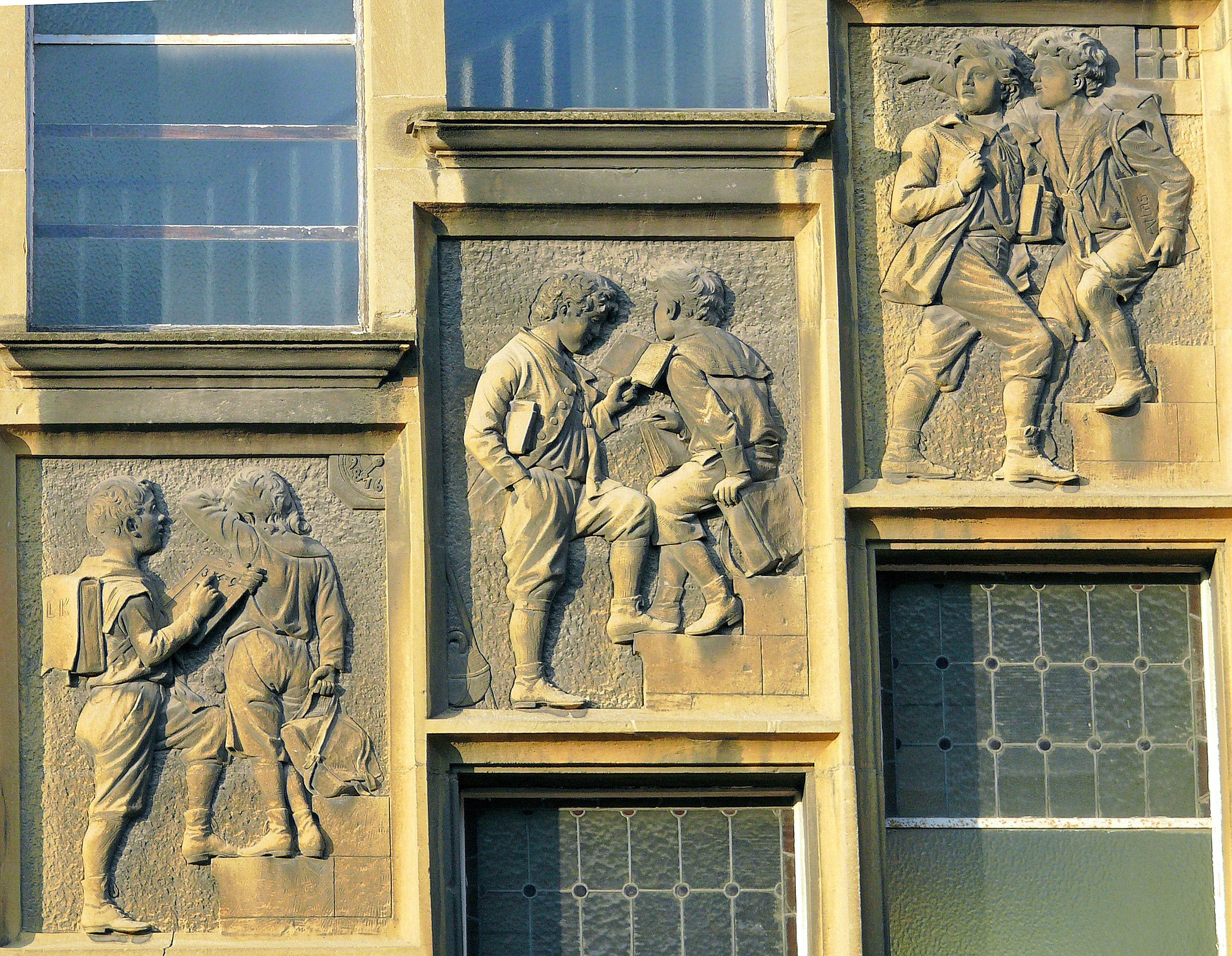
Détail des fenêtres